# Новоалексеевский поселковый совет
Новоалексеевский поселковый совет (укр. Новоолексіївська селищна рада) — входит в состав
Генического района
Херсонской области
Украины.
Административный центр поселкового совета находится в 
пгт Новоалексеевка.

## История
- 1938 — дата образования.

## Населённые пункты совета
- пгт Новоалексеевка